# ادالبرتس بوبنکو
ادالبرتس بوبنکو (انگلیسی: Adalberts Bubenko; ۱۶ ژانویهٔ ۱۹۱۰ – ۷ ژوئیهٔ ۱۹۸۳) ورزشکار دو و میدانی اهل لتونی بود.